# Aeródromo de Campolara

i8
i11
i13
Der Aeródromo de Campolara ist ein Flugplatz der allgemeinen Luftfahrt  in Zentralspanien. Er befindet sich im Gemeindegebiet von Muñopedro in der Provinz Segovia.
Der Flugplatz ist nach den Regeln für Sichtflüge (VFR) für Leichtflugzeuge, Segelflugzeuge und Hubschrauber zugelassen. Eigentümer ist Jose María Muro Lara.